# George Larkin
George Larkin (de son vrai nom George Alan Larkin) est un acteur, scénariste et réalisateur américain, né le 11 novembre 1887 à New York (État de New York) et mort le 27 mars 1946 dans la même ville.

## Biographie

### Vie privée
Il épousa l'actrice Ollie Kirby en 1919.
Il avait comme surnom « Daredevil. »

## Filmographie

### comme acteur
- 1915 : The Temptation of Edwin Swayne
- 1915 : The Baby and the Leopard
- 1915 : The Vengeance of Rannah
- 1915 : The Blood Seedling
- 1915 : An Arrangement with Fate
- 1922 : Bulldog Courage d'Edward A. Kull

### comme réalisateur
- 1916 : Grant, Police Reporter

### comme scénariste
- 1919 : The Lurking Peril
- 1921 : Fur Raiders (+ histoire)
- 1922 : Bulldog Courage d'Edward A. Kull